# Rudolf Steiner Schule Bochum
Die Rudolf Steiner Schule Bochum (früher Rudolf Steiner Schule Ruhrgebiet) ist eine Waldorfschule in freier Trägerschaft im Bochumer Stadtteil Langendreer. Sie wird von rund 950 Schülerinnen und Schülern besucht. Die dreizügige Schule hat zwei Regelschulzüge von Klasse 1–13 und einen Förderschulzweig von Klasse 1–12.

## Geschichte
Der Waldorfschulverein wurde 1953 gegründet. Zu den Schulgründern gehörten das Lehrer-Ehepaar Irene und Wilhelm Wollborn aus Essen, der VEW-Direktor Willy Müller, der Arzt Klaus Dumke, der Rechtsanwalt Wilhelm Ernst Barkhoff, Heinz Eckhoff, Klaus-J. Fintelmann, Karl-Ernst Neuhöfer, Charlotte Reineck, Gisela Reuther.
1958 begann die Rudolf Steiner Schule Ruhrgebiet, die heutige Rudolf Steiner Schule Bochum, den Schulbetrieb. Das Kollegium nahm mit 147 Kindern der Klassen eins bis vier und zwei fünften Klassen die Arbeit zunächst in der sogenannten „Alten Villa“ auf. Nach einem Architekturwettbewerb wurde 1961 der später als Vertreter der organisch-lebendigen Architektur geltende Architekt Werner Seyfert mit dem Entwurf für den gesamten Schulbau beauftragt. Er entwickelte die Bauform gemeinsam mit den Malern und Bildhauern Wilfried Ogilvie und Gotthilf-Michael Puetz. Am 14. Dezember 1963 wurde der Grundstein für den Schulbau gelegt. Am 25. und 26. Juni 1966 wurde das Schulhaus eingeweiht.
1964 gründete sich ein Elternberaterkreis. Die Klassen 8 bis 12 führten erstmals die von Gotthilf-Michael Puetz und anderen entwickelten Praktika in Landwirtschaft, Feldmessen und in der Schwerindustrie durch. 1966 wurde der Abschluss am Ende der 12. Klasse mit den Jahresarbeiten zum ersten Mal begangen. Die erste Abiturvorbereitungsklasse schloss sich an. Mit der Aufnahme einer weiteren ersten Klasse begann die Zweizügigkeit. Im Jahr 1974 eröffnete die erste Kleinklasse der Waldorfschule für Erziehungshilfe an der Rudolf Steiner Schule Bochum, 1975 begann die bis heute bestehende Patenschaft mit der Holywood Steiner School in Nordirland.
1996 nahm die Gruppe „Schule 2000“ ihre Arbeit auf. Zwei Jahre später starteten die ersten Klassen mit dem neuen Konzept, das an anderen Waldorfschulen unter „Bochumer Modell“ bekannt wurde. Im Jahr 2000 riefen Christian Kröner und Mirjam Schieren das Musikprojekt „Jedem Kind sein Instrument“ ins Leben.
2006 gab die Schule erstmals das Abschlussportfolio Rudolf Steiner Schule Bochum mit Kompetenznachweisen an die Klassen 12 aus. Das Projekt wurde wissenschaftlich von der Alanushochschule evaluiert. Von 2008 bis 2010 nahm die Schule am Comenius-Projekt „Entwicklung eines Europäischen Abschlussportfolio“ (European Portfolio Certificate Project (EPC) teil.) Gleichzeitig war sie Projektschule für das NRW-Abschlussportfolio. 2009 wurde das erste Abschlussportfolio NRW an die Absolventen der Klassen 12 herausgegeben. Das Abschlussportfolio wird durch Social Cert zertifiziert. 2017 bewarb sich die Schule für den deutschen Schulpreis der Robert Bosch Stiftung.
In der Nacht vom 19. auf den 20. November 2022 brannte der Pavillon mit zwei Klassenzimmern fast vollständig aus.

## Schüleraustausch
Ein Schüleraustausch wird für drei Klassenstufen in den Sprachen Französisch, Englisch und Russisch organisiert. In Klasse 5 ist der Austausch mit école élémentaire Cavenne in Lyon, Frankreich möglich, in Klasse 9 mit der Holywood Steiner School in Irland, in Klasse 11 mit Sankt Petersburg. Mit der Waldorfschule in Ostrava (Střední odborná škola waldorfská v Ostravě) Tschechien gibt es einen Austausch der Orchester und die Möglichkeit von Auslands-Berufspraktika.

## Musische Aktivitäten
Das Musikprojekt „Jedem Kind sein Instrument“, der Instrumentalunterricht an der Schule, das Mittelstufen-Streichorchester, das Oberstufen-Streichorchester, das Mittelstufen-Leierorchester, das Oberstufen-Leierorchester, das Oberstufen-Gitarrenorchester, das Oberstufen-Blasorchester, der Oberstufenchor, die Arbeitsgemeinschaft Cantus-Chor für Mädchen und der Knabenchor „die Papageni“ für Jungen ermöglichen mehrere Orchesteraufführungen im Jahr. Alle Schüler sind bis einschließlich Klasse 12 Mitglied eines Chors oder Orchesters. Schauspielprojekte in den Klassen 8 und 11 werden durch die Improvisationstheater-AG ergänzt. Andere Arbeitsgemeinschaften sind die Akademie Mondpalast, Filmprojekte und Kammerspiele oder Musicals.

## Sport
Es gibt an der Schule den Kinder- und Jugendzirkus Jux-Ban-Jux. Er bietet unter anderem Kugelnlaufen, Rollenlaufen, Einradfahren, Jonglieren, Rola-Bola, Bodenakrobatik, Seilspringen, Trapez, Trampolin, Double Dutch oder Seillaufen an.
Einmal jährlich wird das Inliner-Sicherheitstraining angeboten. Außerdem bietet die Schule die Möglichkeit über den Landessportbund die Übungsleiterlizenz zu erwerben.

## Kooperation mit außerschulischen Partnern
Teilnahme von Schülern an der Akademie des Theaters Mondpalast von Wanne-Eickel;
Firma GARBES führt mit Schülern der Klasse 12 den Staplerlehrgang durch.
Der Familiensportverein Ruhrtal e. V. betreibt den Zirkus JUX-BAN-JUX an der Schule.
Der Verein Bochumer Speed-Skating 05 e. V. veranstaltet regelmäßig Inliner-Sicherheitskurse.

## Publikationen
- Sönke Bai; Wilhelm Ernst Barkhoff; Michael Bockemühl u. a.: Die Rudolf-Steiner-Schule Ruhrgebiet: leben, lehren, lernen in einer Waldorfschule; eine freie Schule sieht sich selbst. Rowohlt Taschenbuch Verlag 1983, ISBN 3-499-16985-1
- Herausgeber: Rudolf Steiner Schule Bochum: 40 Jahre Rudolf Steiner Schule Bochum, Witten 1998
- Herausgeber: Rudolf Steiner Schule Bochum:  1958–2008 – 50 Jahre „Mehr als Schule“, Dortmund 2007
- Rudolf-Steiner-Schule Ruhrgebiet: Rurŭ-Rudolp'ŭ-Syut'ainŏ-Hakkyo: chayu-Paldorŭp'ŭ-Hakkyo-ŭi-saenghwal, kyoyuk, haksŭp. Seoul: Palgŭn Nuri (Koreanisch, 2 Bände)
- de Vries, Frank: Kompetenznachweis und Lernbegleitung in Waldorfschulen. Ein Handbuch, Stuttgart 2011; ISBN 978-3-940606-75-4

## Persönlichkeiten (Auswahl)
- Boris Friedewald (* 1969), Kunsthistoriker und Autor
- Götz Rehn (* 1950), deutscher Unternehmer und Vorsitzender des in der Biobranche tätigen Unternehmens Alnatura;
- Torsten Kerl, Tenor, 2000 gewann er einen „Grammy“ Award im Bereich „Beste internationale Opernaufnahme des Jahres“;
- Felix Knopp, bester Nachwuchsschauspieler 2003 (Theater Heute)
- Erasmus Stein (* 1984), mehrfacher Preisträger des Magischen Zirkels von Deutschland.
- Jamiri (* 1966), Comiczeichner und -autor.
- Eva Mona Rodekirchen (* 1976), Schauspielerin